# Kim Petras
Kim Petras (Bonn, 27 de agosto de 1992) es una cantante y compositora alemana. Entre 2016 y 2020, lanzó música como artista independiente bajo su propio sello, BunHead Records, antes de firmar con Amigo Records y Republic Records en 2021.
Se hizo conocida por ser una de las personas más jóvenes del mundo en someterse a una cirugía de reasignación de sexo. Comenzó a grabar música a los 19 años, siendo aún adolescente cuando lanzó su primer extended play (EP) One Piece of Tape en 2011. Lanzó su primer sencillo en 2017, titulado «I Don't Want It at All», que alcanzó la cima en la lista Top Viral 50 de Spotify. En el transcurso de 2017 y 2019 lanzó diversos sencillos, como «Heart to Break» o «1,2,3 dayz up», que fueron agrupados en el proyecto Era 1.
En 2021, Petras firmó contrato con la disquera Republic Records, con quien lanzó el EP Slut Pop en 2022. Más tarde ese año, Petras lanzó el sencillo «Unholy» junto con Sam Smith. Marcó el primer sencillo número uno de Petras en la UK Singles Chart  y en los Billboard Hot 100. La canción también le otorgó a Petras el premio Grammy a la mejor interpretación de pop de dúo/grupo, convirtiéndola en la primera persona abiertamente transgénero en ganar ese premio Grammy.

## Biografía
Nació en la ciudad de Bonn, Alemania. Hija de Lutz y Konnie Petras. Su madre es coreógrafa y artista y su padre es arquitecto. Con el apoyo de sus padres, quienes la veían como una niña y no como un niño desde muy pequeña, Petras comenzó la transición de género. A los 12 años, Petras empezó a tomar bloqueadores hormonales y a los 16 años se sometió a una cirugía de afirmación de género. En 2007, con 14 años, habló de su transición de género en Stern TV, una cadena de noticias alemana.

## Carrera
En 2007 Petras registró en Internet unos videos caseros de ella misma cantando. Ese mismo año fue modelo para una marca de peluquerías alemana. Petras cumplió 16 en 2008, y apareció en periódicos por varias partes del mundo. En 2013, Petras trabajó con productores como The Stereotypes y Aaron Joseph, publicó una canción titulada «STFU» en su página de Soundcloud en 2014. Por su contribución en las redes sociales, Petras fue posicionada en el puesto #19 en la lista de artistas de Billboard en 2013.
En agosto de 2017, Petras lanzó su sencillo debut «I Don't Want It at All», La canción llegó alto en las listas de Spotify. El videoclip acompañante de la canción salió en octubre de ese año en la plataforma Vevo. Ese mismo mes, Petras fue elegida por Spotify como parte de RISE Artist, un «programa diseñado para identificar a la nueva onda de superestrellas». A finales de 2017, se dijo que es «muy probable que domine las listas pop» por la revista Paper.
En enero de 2018, el videoclip dirigido por Nicholas Harwood para el sencillo «Faded», con la colaboración de Lil Aaron, fue lanzado en Noise y ese mismo mes apareció en la edición de enero de Galore. El 14 de febrero lanzó «Heart to Break», para el Día de San Valentín. La canción fue presentada en BBC Radio 1 el 19 de febrero y su vídeo oficial fue lanzado el 26 de abril. El día 21 de febrero, Petras lanzó su extended play Spotify Singles.[cita requerida]  El 1 de octubre de 2018, la cantante lanzó Turn Off the Light, Vol. 1, su primer extended play oficial con temática de Halloween. El proyecto fue visto como una desviación del sonido típico de Petras, y presenta una aparición especial de Elvira la amante de la oscuridad.
Petras atribuye la escena pop de finales de los 90/principios de los 2000 y la discoteca Italo de los 80 como su base principal para su sonido. El 5 de febrero de 2023, ganó el Grammy junto a Sam Smith en la categoría Mejor Dúo Pop.

## Discografía

### Álbumes de estudio
| Título         | Detalles | Posiciones en Listas | Posiciones en Listas | Posiciones en Listas | Posiciones en Listas | Posiciones en Listas | Posiciones en Listas | Posiciones en Listas |
| Título         | Detalles | GER                  | AUS                  | CAN                  | SWI                  | UK                   | US                   | US Dance             |
| -------------- | --- | -------------------- | -------------------- | -------------------- | -------------------- | -------------------- | -------------------- | -------------------- |
| Feed the Beast | - Lanzamiento: 23 de junio de 2023 - Discográfica: Amigo, Republic - Formatos: CD, LP, descarga digital, streaming      | 24                   | 63                   | 49                   | 76                   | 52                   | 44                   | 2                    |
| Problématique  | - Lanzamiento: 18 de septiembre de 2023 - Discográfica: Amigo, Republic - Formatos: CD, LP, descarga digital, streaming | —                    | —                    | —                    | —                    | 69                   | —                    | 14                   |

### Álbumes Recopilatorios
| Título                          | Detalles                                                                                                  |
| ------------------------------- | --- |
| Turn Off the Light              | - Lanzamiento: 1 de octubre de 2019 - Discográfica: BunHead - Formatos: Descarga digital, streaming, LP   |
| The Summer I Couldn't Do Better | - Lanzamiento: 4 de agosto de 2022 - Discográfica: UMG Recordings - Formatos: Descarga digital, Streaming |

### Mixtapes
| Título  | Detalles                                                                                               | Posiciones en Listas | Posiciones en Listas | Posiciones en Listas |
| Título  | Detalles                                                                                               | US Current           | US Heat              | US Indie             |
| ------- | --- | -------------------- | -------------------- | -------------------- |
| Clarity | - Lanzamiento: 28 de junio de 2019 - Discográfica: BunHead - Formatos: Descarga digital, streaming, LP | 78                   | 7                    | 26                   |

### Álbumes Demo
| Título                              | Detalles                                                                                           |
| ----------------------------------- | -------------------------------------------------------------------------------------------------- |
| "Demo Album" (SoundCloud exclusive) | - Lanzamiento: 18 de marzo de 2020 - Discográfica: BunHead - Formatos: Descarga digital, streaming |

### EP
| One Piece of Tape                                                     | - Lanzamiento: 11 de marzo de 2011 - Discográfica: Bionic Ballroom - Formatos: CD, descarga digital, streaming | —  | —  | —  | —  | —  |
| Spotify Singles (2-track sencillo)                                    | - Lanzamiento: 21 de febrero de 2018 - Discográfica: BunHead - Formatos: Descarga digital, Streaming           | —  | —  | —  | —  | —  |
| Turn Off the Light, Vol. 1                                            | - Lanzamiento: 1 de octubre de 2018 - Discográfica: BunHead - Formatos: Descarga digital, streaming, LP        | —  | —  | —  | 19 | 45 |
| Slut Pop                                                              | - Lanzamiento: 11 de febrero de 2022 - Discográfica: Amigo, Republic - Formatos: Descarga digital, streaming   | 77 | 34 | 60 | 1  | —  |
| "—" denota que el EP no se lanzó o no se posicionó en ese territorio. | |    |    |    |    |    |

### Sencillos
| «I Don't Want It at All»                                                    | 2017 | —  | — | —  | — | — | 54 | —  | Sin álbum               |
| «Hillside Boys»                                                             | 2017 | —  | — | —  | — | — | —  | —  | Sin álbum               |
| «Hills» (con Baby E)                                                        | 2017 | —  | — | —  | — | — | —  | —  | Sin álbum               |
| «Slow It Down»                                                              | 2017 | —  | — | —  | — | — | —  | —  | Sin álbum               |
| «Faded» (con Lil Aaron)                                                     | 2017 | —  | — | —  | — | — | —  | —  | Sin álbum               |
| «Heart to Break»                                                            | 2018 | —  | — | —  | — | — | 52 | —  | Sin álbum               |
| «Can't Do Better»                                                           | 2018 | —  | — | —  | — | — | —  | —  | Sin álbum               |
| «All the Time»                                                              | 2018 | —  | — | —  | — | — | —  | —  | Sin álbum               |
| «Feeling of Falling» (junto con Cheat Codes)                                | 2018 | —  | — | —  | — | — | —  | 23 | Sin álbum               |
| «If U Think About Me...»                                                    | 2019 | —  | — | —  | — | — | —  | —  | Sin álbum               |
| «1,2,3 Dayz Up» (con Sophie)                                                | 2019 | —  | — | —  | — | — | —  | 40 | Sin álbum               |
| «Homework» (con Lil Aaron)                                                  | 2019 | —  | — | —  | — | — | —  | —  | Sin álbum               |
| «Icy»                                                                       | 2019 | —  | — | —  | — | — | —  | —  | Clarity                 |
| «Reminds Me»                                                                | 2020 | —  | — | —  | — | — | —  | —  | Sin álbum               |
| «Malibu»                                                                    | 2020 | —  | — | —  | — | — | —  | —  | Sin álbum               |
| «Broken Glass» (con Kygo)                                                   | 2020 | —  | — | —  | — | — | —  | —  | Golden Hour             |
| «Future Starts Now»                                                         | 2021 | —  | — | —  | — | — | —  | —  | Feed the Beast          |
| «Coconuts»                                                                  | 2021 | —  | — | —  | — | — | —  | —  | Feed the Beast          |
| «Unholy» (con Sam Smith)                                                    | 2022 | 1  | 1 | 1  | 1 | 1 | —  | —  | Gloria / Feed the Beast |
| "Brrr"                                                                      | 2023 | —  | — | —  | — | — | —  | —  | Feed the Beast          |
| «Alone» (con Nicki Minaj)                                                   | 2023 | —  | — | —  | — | — | —  | —  | Feed the Beast          |
| "When We Were Young" (con David Guetta)                                     | 2023 | 54 | — | 90 | — | — | —  | —  | TBA                     |
| «—» indica que el sencillo no se lanzó o no se posicionó en ese territorio. |      |    |   |    |   |   |    |    |                         |

### Como artista invitada
| Título                                                                      | Año  | Posiciones en Listas | Posiciones en Listas | Posiciones en Listas | Posiciones en Listas | Posiciones en Listas | Posiciones en Listas | Posiciones en Listas | Álbum           |
| Título                                                                      | Año  | CAN                  | UK                   | UK Indie             | US Bub.              | US Dance Elec.       | US Rock              | WW                   | Álbum           |
| --------------------------------------------------------------------------- | ---- | -------------------- | -------------------- | -------------------- | -------------------- | -------------------- | -------------------- | -------------------- | --------------- |
| "Taste" (Sobertruth con Kim Petras)                                         | 2009 | —                    | —                    | —                    | —                    | —                    | —                    | —                    | Sin álbum       |
| "Magnetic" (KeeMo con Kim Petras)                                           | 2011 | —                    | —                    | —                    | —                    | —                    | —                    | —                    | Sin álbum       |
| "Flight to Paris" (Klaas con Kim Petras)                                    | 2013 | —                    | —                    | —                    | —                    | —                    | —                    | —                    | Sin álbum       |
| "Heartbeat" (Klaas con Kim Petras)                                          | 2013 | —                    | —                    | —                    | —                    | —                    | —                    | —                    | Sin álbum       |
| "You" (Isaac Phase con Kim Petras)                                          | 2015 | —                    | —                    | —                    | —                    | —                    | —                    | —                    | Phase 0001      |
| "Anymore" (Lil Aaron con Kim Petras)                                        | 2018 | —                    | —                    | —                    | —                    | —                    | —                    | —                    | Rock$tar Famou$ |
| "Feeling of Falling" (Cheat Codes con Kim Petras)                           | 2018 | —                    | —                    | —                    | —                    | 23                   | —                    | —                    | Sin álbum       |
| "Love Me Less" (MAX con Kim Petras)                                         | 2019 | —                    | —                    | —                    | —                    | —                    | —                    | —                    | Sin álbum       |
| "Click (No Boys Remix)" (Charli XCX con Kim Petras & Slayyyter)             | 2019 | —                    | —                    | —                    | —                    | —                    | —                    | —                    | Sin álbum       |
| "Jenny" (Studio Killers con Kim Petras)                                     | 2021 | —                    | —                    | —                    | —                    | —                    | —                    | —                    | Sin álbum       |
| "SugarCrash!" (ElyOtto con Kim Petras & Curtis Waters)                      | 2021 | 81                   | 59                   | 11                   | 23                   | —                    | 10                   | 126                  | Sin álbum       |
| "Made You Look" (Remix) (Meghan Trainor con Kim Petras)                     | 2023 | —                    | —                    | —                    | —                    | —                    | —                    | —                    | Sin álbum       |
| "Stars Are Blind" (Paris' Version) (Paris Hilton con Kim Petras)            | 2023 | —                    | —                    | —                    | —                    | —                    | —                    | —                    | Sin álbum       |
| "TQUM" (remix) (Sofia Reyes & Danna Paola con Kim Petras)                   | 2023 | —                    | —                    | —                    | —                    | —                    | —                    | —                    | Sin álbum       |
| «Drums» (James Hype con Kim Petras)                                         | 2023 | —                    | —                    | —                    | —                    | —                    | —                    | —                    | Sin álbum       |
| «Flashy» (City Girls con Kim Petras)                                        | 2023 | —                    | —                    | —                    | —                    | —                    | —                    | —                    | Sin álbum       |
| «Reason Why» (Sophie con Kim Petras y BC Kingdom)                           | 2024 | —                    | —                    | —                    | —                    | —                    | —                    | —                    | Sophie          |
| "—" denota que el sencillo no se lanzó o no se posicionó en ese territorio. |      |                      |                      |                      |                      |                      |                      |                      |                 |

### Sencillos Promocionales
| "Fade Away"                                                                 | 2008 | —   | Sin álbum          |
| "Last Forever"                                                              | 2009 | —   | Sin álbum          |
| "Die for You"                                                               | 2009 | —   | Sin álbum          |
| "Boomerang"                                                                 | 2009 | —   | Sin álbum          |
| "STFU"                                                                      | 2014 | —   | Sin álbum          |
| "Broken"                                                                    | 2019 | —   | Clarity            |
| "Got My Number"                                                             | 2019 | —   | Clarity            |
| "Blow It All"                                                               | 2019 |     | Clarity            |
| "Sweet Spot"                                                                | 2019 | —   | Clarity            |
| "All I Do Is Cry"                                                           | 2019 | —   | Clarity            |
| "Do Me"                                                                     | 2019 | —   | Clarity            |
| "Clarity"                                                                   | 2019 | —   | Clarity            |
| "Personal Hell"                                                             | 2019 | —   | Clarity            |
| "Another One"                                                               | 2019 | —   | Clarity            |
| "Party Till I Die"                                                          | 2020 | —   | Turn Off the Light |
| "Running Up That Hill"                                                      | 2022 | 100 | Sin álbum          |
| "If Jesus Was a Rockstar"                                                   | 2022 | —   | Feed the Beast     |
| "—" denota que el sencillo no se lanzó o no se posicionó en ese territorio. |      |     |                    |

### Otras canciones en listas
| "Villain" (K/DA con Madison Beer & Kim Petras)                              | 2020 | 21 | 4 | All Out  |
| "Treat Me Like a Slut"                                                      | 2022 | 36 | — | Slut Pop |
| "—" denota que el sencillo no se lanzó o no se posicionó en ese territorio. |      |    |   |          |

### Otras apariciones
| Título                  | Año  | Artista                       | Álbum                   |
| ----------------------- | ---- | ----------------------------- | ----------------------- |
| «Unlock It»             | 2017 | Charli XCX, Jay Park          | Pop 2                   |
| «Anymore»               | 2018 | Lil Aaron                     | Rockstar Famous         |
| «The Drugs Don't Work»  | 2018 | Baby E                        | Sin álbum               |
| «Love Me Less»          | 2019 | Max                           | Colour Vision (Deluxe)  |
| «Click»                 | 2019 | Charli XCX, Tommy Cash        | Charli                  |
| «Click (No Boys Remix)» | 2019 | Charli XCX, Slayyyter         | Sin álbum               |
| «How It's Done»         | 2019 | Kash Doll, Alma, Stefflon Don | Charlie's Angels        |
| «Villain»               | 2020 | K/DA, Madison Beer            | All Out                 |
| «Jenny»                 | 2021 | Studio Killers                | Sin álbum               |
| «SugarCrash!»           | 2021 | ElyOtto, Curtis Waters        | Sin álbum               |
| «Horsey»                | 2022 | Alex Chapman                  | Sin álbum               |
| «Untrustable»           | 2022 | Baby E                        | Heartbreak Summer       |
| «Made You Look»         | 2023 | Meghan Trainor                | Takin' It Back (Deluxe) |

### Créditos de composición
| Título                 | Año  | Artista(s)                 | Álbum      |
| ---------------------- | ---- | -------------------------- | ---------- |
| "Flight to Paris"      | 2013 | Klaas                      | Sin álbum  |
| "Heartbeat"            | 2013 | Klaas                      | Sin álbum  |
| "Love a Little Harder" | 2014 | JoJo                       | Sin álbum  |
| "Strip"                | 2014 | JoJo                       | Sin álbum  |
| "Tell Me"              | 2014 | JoJo                       | Sin álbum  |
| "That's What's Up"     | 2015 | Skylar Stecker             | This Is Me |
| "Bratz What's Up"      | 2015 | Skylar Stecker             | Sin álbum  |
| "Chameleon"            | 2016 | Alyssa Suede, DJ Manifesto | Sin álbum  |
| "Limousines"           | 2017 | Vali                       | Sin álbum  |
| "Young & Wild"         | 2018 | Twice                      | Yes or Yes |
| "BTR 2GTHR"            | 2019 | LIZ                        | Planet Y2K |
| "Reminds Me of You"    | 2020 | The Kid Laroi, Juice WRLD  | TBA        |

## Videografía
| Título                                 | Año  | Director(a)                    |
| -------------------------------------- | ---- | ------------------------------ |
| "Die for You"                          | 2009 | Desconocido                    |
| "Feel It"                              | 2011 | Maison Kelmd                   |
| "One Piece of Tape"                    | 2011 | Kim Petras / Linestyle Artwork |
| "Heartbeat"                            | 2013 | Desconocido                    |
| "I Don't Want It at All"               | 2017 | Charlotte Rutherford           |
| "Faded"                                | 2018 | Nicholas Harwood               |
| "Can't Do Better"                      | 2018 | Nicholas Harwood               |
| "Feeling of Falling" (con Cheat Codes) | 2018 | Desconocido                    |
| "Heart to Break"                       | 2018 | Nicholas Harwood               |
| "Feeling of Falling" (no lanzado)      | 2018 | Desconocido                    |
| "Anymore" (Lil Aaron con Kim Petras)   | 2018 | Lewis Grant                    |
| "1, 2, 3 Dayz Up" (con Sophie)         | 2019 | Desconocido                    |
| "Broken"                               | 2019 | Desconocido                    |
| "Got My Number"                        | 2019 | Desconocido                    |
| "Blow It All"                          | 2019 | Desconocido                    |
| "Sweet Spot"                           | 2019 | Desconocido                    |
| "All I Do Is Cry"                      | 2019 | Desconocido                    |
| "Do Me"                                | 2019 | Desconocido                    |
| "Clarity"                              | 2019 | Desconocido                    |
| "Personal Hell"                        | 2019 | Desconocido                    |
| "Another One"                          | 2019 | Desconocido                    |
| "Icy"                                  | 2019 | Desconocido                    |
| "Meet the Parents"                     | 2019 | Desconocido                    |
| "Shinin'"                              | 2019 | Desconocido                    |
| "Icy"                                  | 2019 | Alexandre Moors                |
| "Reminds Me"                           | 2020 | Micah Bickham                  |
| "Reminds Me"                           | 2020 | Desconocido                    |
| "Malibu"                               | 2020 | Pilar Zeta                     |
| "Malibu" (At Home Edition)             | 2020 | Desconocido                    |
| «Future Starts Now»                    | 2021 | Desconocido                    |
| «Coconuts» (Dance Performance)         | 2021 | Desconocido                    |
| «Alone»                                | 2023 | Arrad                          |
| «When We Were Young»                   | 2023 | Hannah Lux Davis               |

## Giras Musicales
- Broken Tour (2019)
- Clarity Tour (2019-2020)
- Feed The Beast World Tour (2023-2024)